# Landes de Bagaron

Les Landes de Bagaron, situées sur la commune de Pléchâtel en Bretagne, à proximité du château et des forges du Plessis-Bardoult, représentent un réservoir de biodiversité.
Il s'agit d'une zone naturelle d'intérêt écologique faunistique et floristique (ZNIEFF).
Par extension, les Landes de Bagaron, désignent une zone géographique plus étendue que le réservoir de biodiversité qui contient le Chêne de Breslon au tronc de six mètres de circonférence. Ce  chêne pédonculé   rouvre de 27 mètres de hauteur, aurait été planté en 1598 par le roi de France Henri IV durant son passage à Bain-de-Bretagne revenant de la signature de l’Édit de Nantes.
Historiquement, les Landes de Bagaron ont été à la croisée de deux voies romaines : Nantes-Rennes et Angers-Carhaix qui traversait la Vilaine au Pont-Neuf. A l'extrémité des Landes de Bagaron, aux environs du pont romain du Port-Neuf, en l'an 578, Waroch, roi breton, ayant refusé de payer le tribut à Chilpéric, roi de France, est attaqué par une armée de 20 000 francs. Waroch gagne, demande la paix et obtient Vannes moyennant le versement d'un tribut annuel.

## Habitat
Les principaux biotopes sont : 
Landes humides à Molinia caerulea,
Landes humides, 
Landes anglo-normandes à Ajoncs nains,
Communautés à Rhynchospora alba,
Tourbières de transition.

## Flore
La végétation se répartit dans les groupes : 
Phanérogames, Ptéridophytes, Bryophytes, Angiosperme et Bryidae.
Parmi les Phanérogames, on y trouve les espèces déterminantes : 
Rossolis à feuilles rondes, Gentiana pneumonanthe,  Trèfle d'eau, Ményanthe,  
Narthécie des marais, Ossifrage, Grassette du Portugal, Rhynchospore blanc.
Il y a aussi : 
Agrostide des chiens, Agrostide à soie, Mouron délicat,  Bouleau blanc, Bouleau pubescent, Callune, Béruée, Laîche jaunâtre, Laîche lisse, Faux Fenouil, Laîche puce, Laîche étoilée, Laîche hérissée, Carum verticillé, Cirse des prairies,  Cirse d'Angleterre, Cirse des marais, Bâton du Diable, Dactylorhize des bruyères, Danthonie, Sieglingiere tombante, 
Bruyère ciliée, Bruyère cendrée, Bucane, Bruyère à quatre angles, Bruyère quaternée, Linaigrette à feuilles étroites,  Cotonnière naine, Gnaphale nain, Gaillet du Harz, Gaillet des rochers, Genêt d'Angleterre, Petit Genêt épineux, Écuelle d'eau, Herbe aux Patagons, Millepertuis des marais, Iris faux acore, Iris des marais, Jonc épars, Jonc diffus, Jonc bulbeux, Jonc à tépales aigus, Jonc acutiflore, Lobélie brûlante, Molinie bleue, Orchis à fleurs lâches, Ornithope délicat, Pied-d'oiseau délicat, Tremble, Potamot à feuilles de renouée,  Radiole faux lin, Bourgène, Saule fragile, Saule à feuilles étroites, Saule rampant, Scirpe à nombreuses tiges, Souchet à tiges nombreuses, Scorsonère des prés, Petit scorsonère, Scorsonère humble, Petite scutellaire, Scutellaire naine, Serratule des teinturiers, Douce-amère, Bronde, Succise des prés, Herbe du Diable, Ajonc d'Europe, Bois jonc, Jonc marin, Vigneau, Landier, Ajonc nain, Petit ajonc, Petit Landin,  Véronique à écus, Véronique à écusson, Violette blanchâtre, Prêle des marais.
Les digitales pourpres y sont abondantes.

## Faune
Deux espèces d'oiseaux à statut réglementé y sont représentés : Rossignol philomèle et Fauvette grisette